# Apoclima rossicum
Apoclima rossicum är en stekelart som beskrevs av Humala 2007. Apoclima rossicum ingår i släktet Apoclima och familjen brokparasitsteklar. Inga underarter finns listade i Catalogue of Life.